# 浦內白泥介
浦內白泥介（学名：Argilloecia uranouchiensis）为海星介科白泥介屬下的一个种。